# Zeheba dystactocrossa
Zeheba dystactocrossa är en fjärilsart som beskrevs av Louis Beethoven Prout 1929. Zeheba dystactocrossa ingår i släktet Zeheba och familjen mätare. Inga underarter finns listade i Catalogue of Life.